# オボー

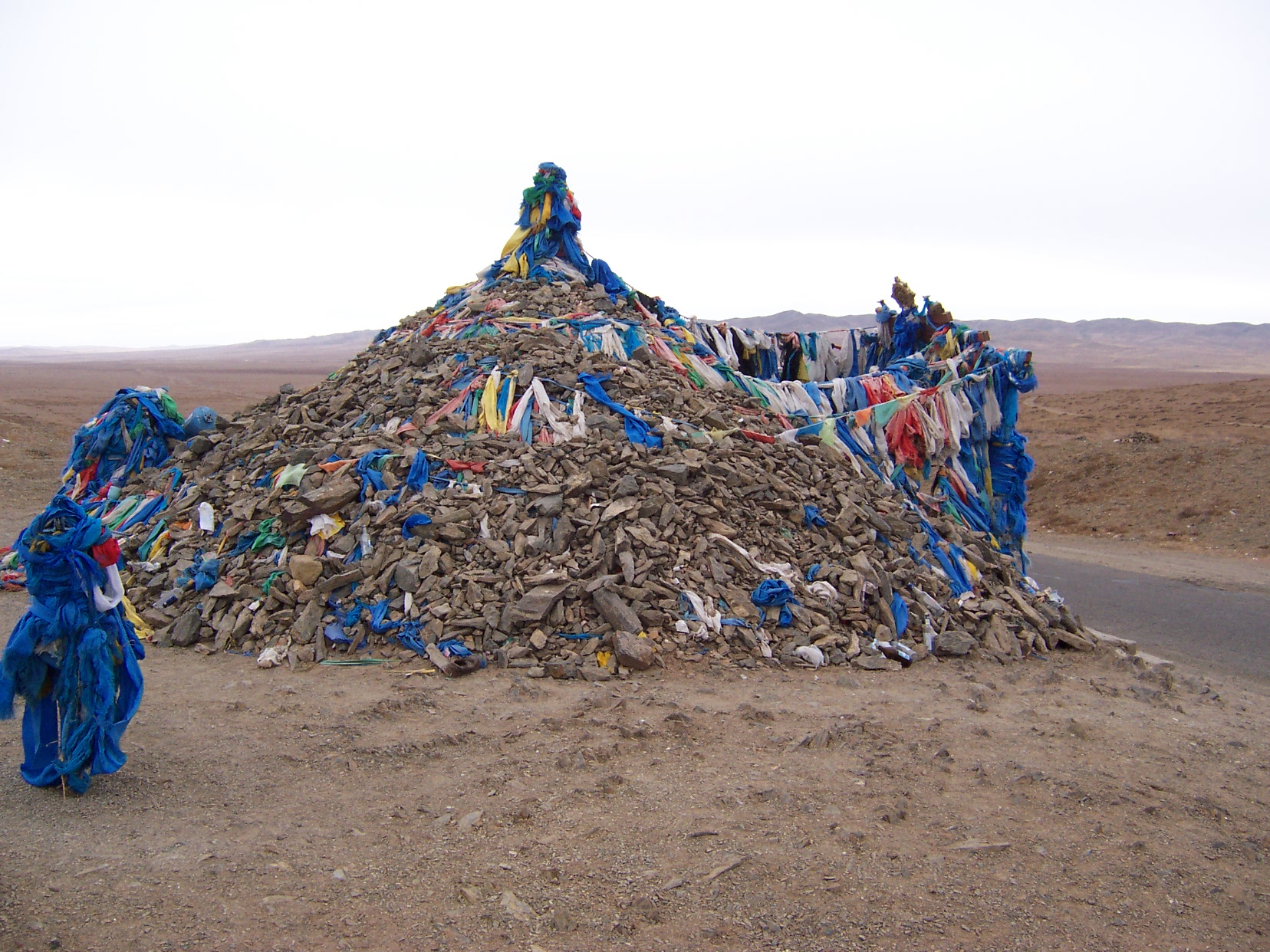
オボー

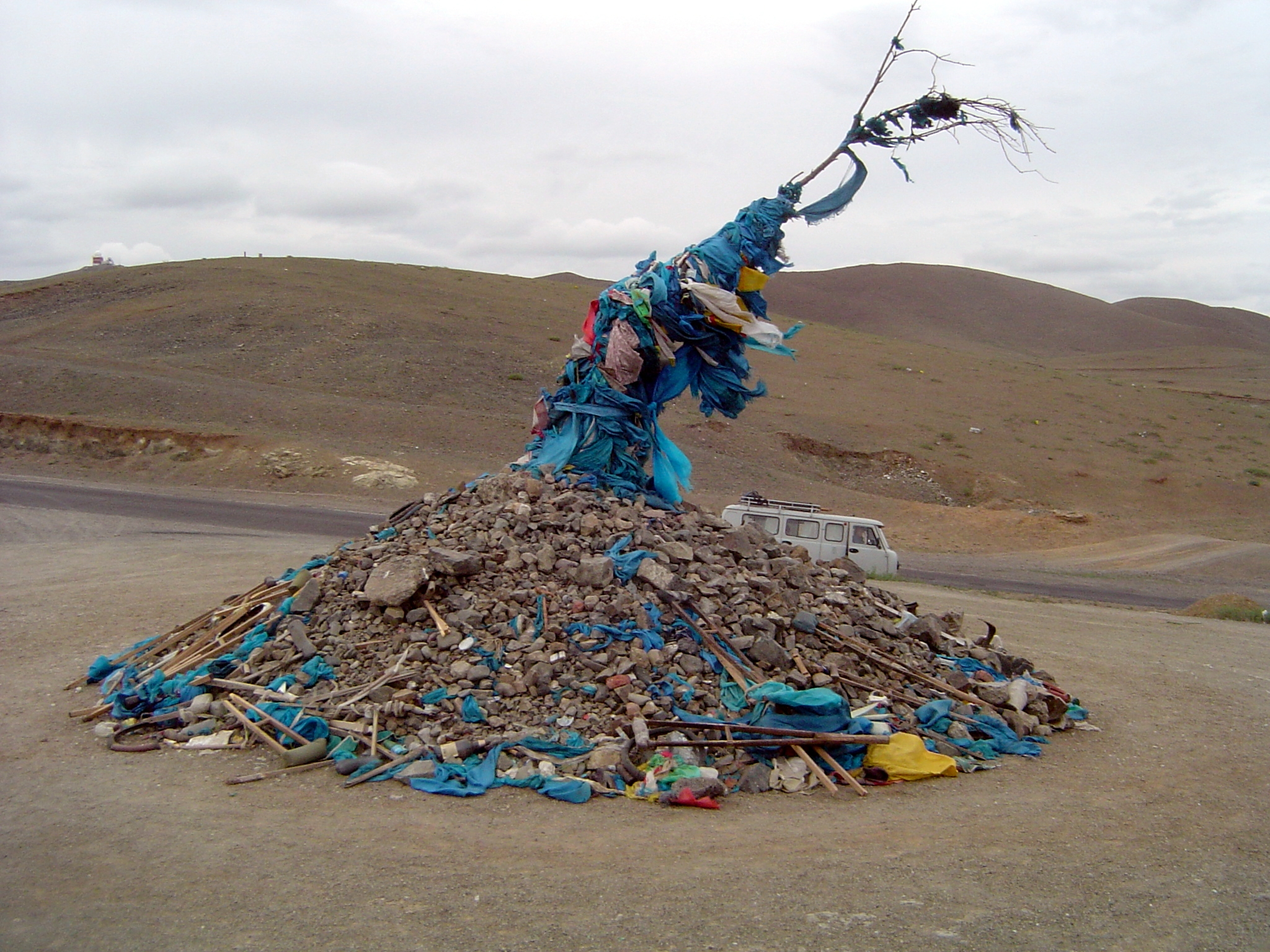
木と石でできたオボー

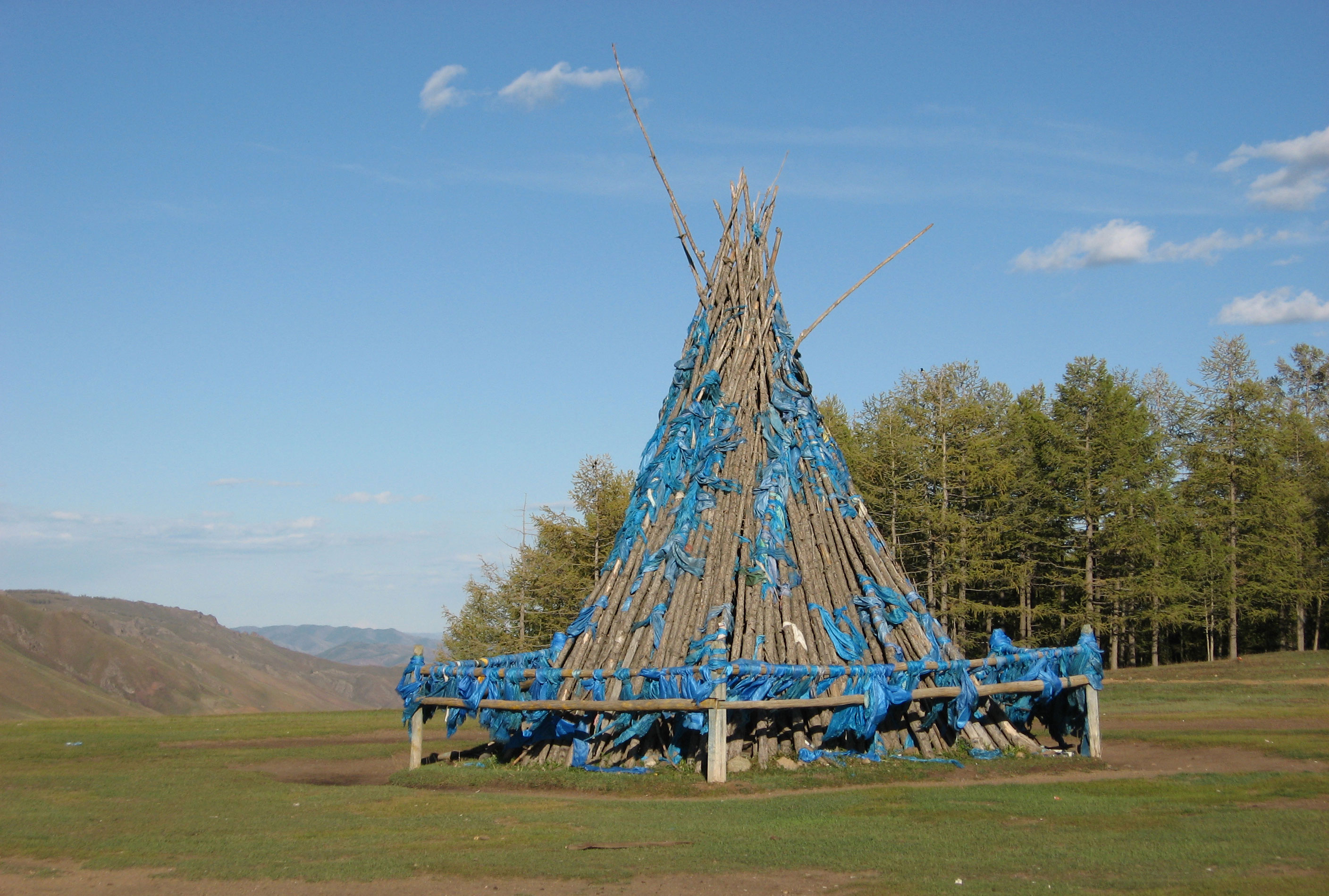
モンゴル北部の主に木で作られたオボー

オボー（モンゴル語: овоо, ᠣᠪᠤᠭ᠎ᠠ）とはモンゴルで建てられる、一種のケアン（標柱）である。通常、石または木で作られ、モンゴルの平原や平原にある小高い丘、あるいは山頂や峠のような高所に建てられることが多い。オボーはおもにチベット仏教の祭礼が行われる場所であるとともに、山岳信仰、テングリといった宗教的意味を示す役割を持つが、同時に境界標識や道標としての役割も持つ。

## 概説
旅において道中の安全を祈願してオボーの周りを三周、時計回りに回る事（右繞）が慣習である。普通は地面から石を拾いそれをオボーの上に積み上げる。また人によっては甘いものや金、ミルクやウォッカを供える場合もある。もし急いでいてオボーに立ち寄る時間がない場合は、オボーを通り過ぎる際にクラクションを鳴らすことでも良いとされる。
オボーは、主に夏の終わりに催される山岳信仰とテングリズムの儀式にも使われる。参拝者は木の枝や棒をオボーに建て青いカタ（khadag）（儀式用の絹のスカーフで空と空の精霊であるテングリを象徴している）を巻きつける。 そして火が燃やされ、踊りとオボーの北西に座った参拝者に続いて食べ物が供えられ、残りの食べ物で宴がひらかれる。
共産主義期のモンゴルでは、他の宗教と同じくオボー参拝は禁止されたが人々は秘密裏に参拝を続けた。
ノモンハン事件に関係して知られるオボーに、ノムンハーネイ・ブルド・オボーがある。

## 地名

### モンゴル
モンゴルのいくつかのソム（行政区画の一つ）の名称には「オボー」の語がみられる。
- 蒙: Баян-Овоо сум（英: Bayan-Ovoo）、バヤンホンゴル県
- 蒙: Баян-Овоо сум（英: Bayan-Ovoo）、ヘンティー県
- 蒙: Баян-Овоо сум（英: Bayan-Ovoo）、ウムヌゴビ県
- 蒙: Мандал-Овоо сум（英: Mandal-Ovoo）、ウムヌゴビ県
- 蒙: Сайхан-Овоо сум（英: Saikhan-Ovoo）、ドンドゴビ県
- 蒙: Цогт-Овоо сум（英: Tsogt-Ovoo）、ウムヌゴビ県
- 蒙: Цагаан-Овоо сум（英: Tsagaan-Ovoo）、ドルノド県

### 中国
中華人民共和国内モンゴル自治区包頭市の市轄区名にみられるもの。
- バヤンオボー鉱区